# 日本ゼネラル・モータース
日本ゼネラル・モータース（にほんゼネラル・モータース）は、1927年（昭和2年）から1941年（昭和16年）まで、米国の自動車メーカー・ゼネラルモーターズ（GM）がアジア地区での自動車製造販売拠点として日本の大阪市に設置していた日本法人。

## 設立経緯
日本でのGM車販売は、大正時代から梁瀬自動車（現・ヤナセ）により行われていた。しかし、1925年（大正14年）2月に米国の自動車メーカー・フォードがアジア地区での自動車製造販売拠点として横浜市に日本法人「日本フォード」を設立したことから、GMもこれに対抗し、1927年（昭和2年）1月17日、大阪市に日本法人「日本ゼネラル・モータース」を設立した。資本金は800万円（当時）。

## 略歴
- 1925年（大正14年）4月、輸出ディビジョンの数名が工場用地の調査のため来日。各地で激しい誘致競争が始まる。
- 1926年（大正15年）、大阪市が、4年間の市税の免除、工場建設に可及的便宜を図ることなど破格の好条件を提示し、誘致戦を制した[注 1]。
- 同年12月、大阪市港区（現・大正区）鶴町一丁目にあった東洋綿花の工場と倉庫を借り、組み立てラインを新設[注 2]。
  - 敷地1万5066坪（49,718平方メートル）、建物4748坪（15,668平方メートル）。
  - 敷地の北側にはテストコースも設けられていた[1]。
- 1927年（昭和2年）1月、「日本ゼネラル・モータース株式会社」を設立。
- 同年4月、組み立て、及び販売を開始。
- 1941年（昭和16年）、日本に対するアメリカの経済制裁の一環として撤退。

## 概要

### 生産
組み立てに必要な機械は全て本国から持ち込まれ、アメリカ人の監修の下、日本人労働者が従事した。
1925年当時の日本の工業水準では、質の高い部品作りは望めないことから、当初はフォード同様、本国から全ての部品を輸入する、「コンプリートノックダウン生産」の形をとった。
シボレーブランドの貨物自動車、乗用車の生産がメインで、生産台数は、年間約1万台だった。

### 販売

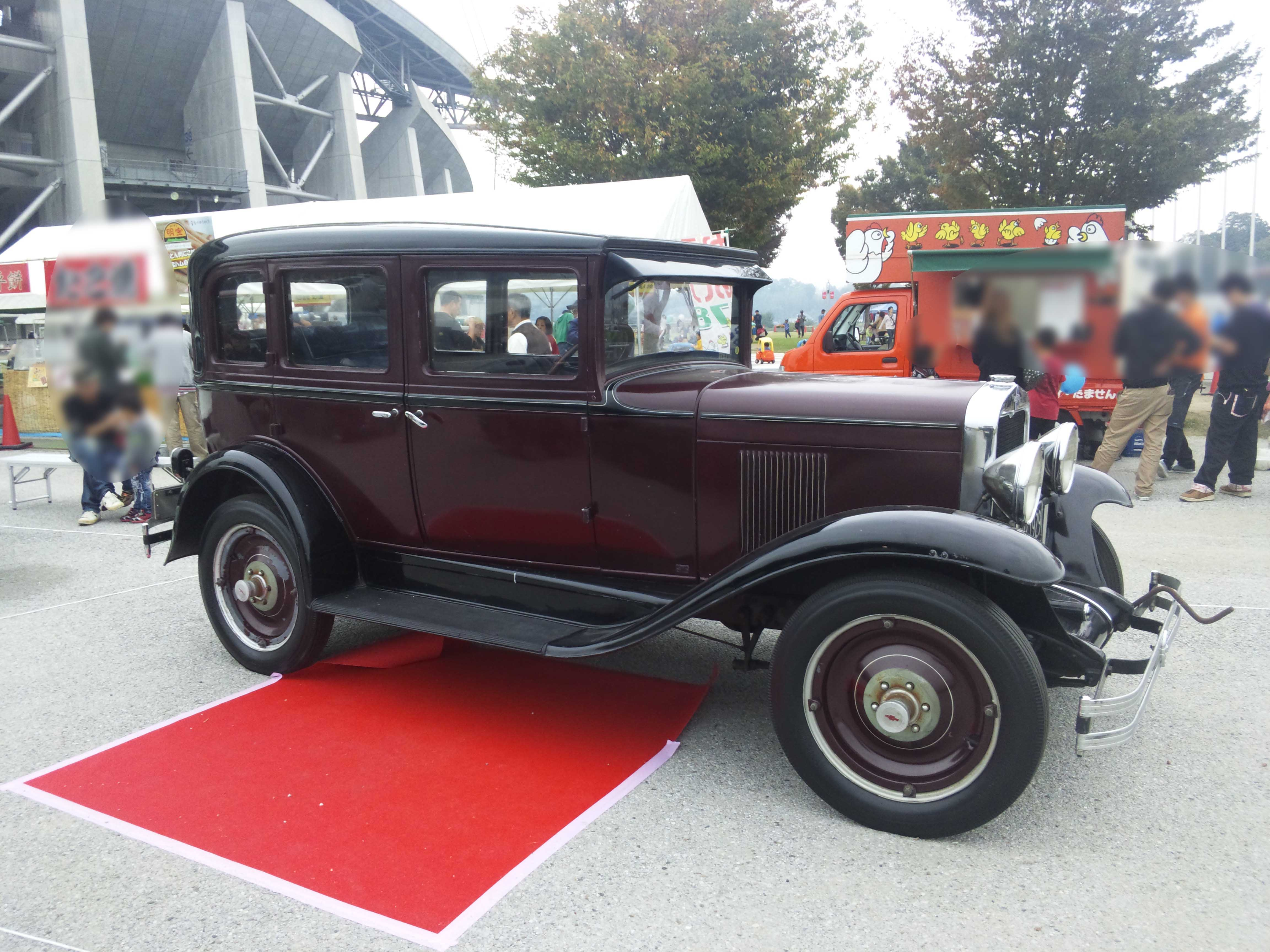
1929年型シボレー大阪工場日本現地生産車

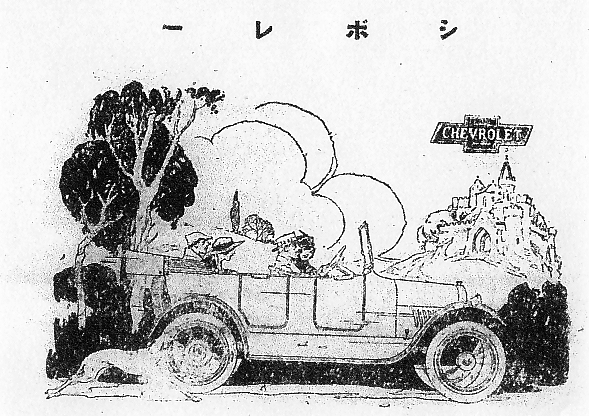
1921年（大正10年）、梁瀬時代のシボレー広告

梁瀬時代からGM車はブランド名で宣伝されていたため、フォードとの比較は「シボレー車対フオード車」としてなされていた。
シボレー車は頑丈で悪路に強かったことから、まだ自動車用の道路が十分に整備されていなかった日本国内で重宝されたばかりでなく、すでに軍用自動車補助法（1918年施行）があったにもかかわらず、日本の軍隊にも多数が納入された。
当時は、国産車はまだ少数派であり、路上のクルマのほとんどはGMかフォードだった。この2社は、クルマのつくりが良いだけではなく、各道府県に一箇所はディーラーを配置するなど、販売とサービス面でも強みをもっていた。
販売促進については、1933年（昭和8年）、京都の大沢商会の大沢善夫に発注し、マキノ・プロダクション出身の映画監督・金森万象、撮影技師・石野誠三にシボレーの宣伝映画『見よ! この先駆者を』を製作させた。
戦後の国内自動車メーカー各社のディーラー網の充実は、GM、フォードのディーラー網から発展したものである。営業区域制、専売店制などのメーカーが販売会社をコントロールする仕組みは米国から輸入されたものだが、本家、米国では、『リベートをてこにした自動車メーカーの販売会社支配』は、1936年（昭和11年）にロビンソン＝パットマン法が制定され、不可能となっている。また、日本では、他メーカーの車や部品を扱ってはならないと取引契約書に専売条項があるが、米国では反トラスト法違反となる。米国では競合他社の車も並べて販売でき、米国で日本の自動車メーカーが躍進できた背景にはこのことがある。
1928年（昭和3年）に入社した神谷正太郎は、日本ゼネラル・モータースで販売広告部長を担当した後、1935年（昭和10年）に豊田自動織機製作所自動車部（のちトヨタ自動車工業、現・トヨタ自動車）に移籍した。豊田喜一郎から販売の一切を任され、1950年（昭和25年）の工販分離ではトヨタ自動車販売（現・トヨタ自動車）の初代社長に就任し、販売のトヨタを確立した人物であるが、その販売のノウハウは当初日本ゼネラル・モータースで身に着けたという経緯がある。

### 撤退
1936年（昭和11年）の自動車製造事業法施行により、国産メーカーのみに大量生産が許され、発展の余地がなくなり、1941年（昭和16年）、太平洋戦争開戦の年の日本軍の南部仏印進駐を受けてアメリカ政府による日本への各種経済制裁が施行されたことを受けて、日本での操業は中止された。
第二次世界大戦後、ヤナセが日本市場の販売代理店を長期間つとめていたが、1995年（平成7年）、GMの各種ブランドの車の輸入販売・サポート・アフターサービスを行う会社日本ゼネラルモーターズ（現ゼネラルモーターズ・ジャパン）が設立された。

## ブランド
- トラック・バン
  - シボレー
- 乗用車
  - シボレー
  - オールズモビル
  - ポンティアック
  - ビュイック
  - オークランド（英語版）

## 備考
フォードとGMが日本の乗用車市場を席巻する中、1931年にダットソン号、1932年にダットサン10型、同11型を発売したダット自動車製造の工場が、大運橋（千歳運河）を挟んで鶴町一丁目の北東に隣接する南恩加島町（現・南恩加島六丁目）にあった。1919年に実用自動車製造として設立され、1926年にダット自動車製造、1933年に自動車工業（現・いすゞ自動車）となったが、工場およびダットサンに関わる技術や商標は1931年からダット自動車製造を傘下に収めていた戸畑鋳物の手に渡って同社自動車部となり、自動車製造（現・日産自動車）に吸収された。